# Mon voisin Totoro (bande originale)
La bande originale du film Mon voisin Totoro réalisé par Hayao Miyazaki a été publiée initialement au Japon le 1er mai 1988 par le label Tokuma Shoten. Les musiques ont été composées par Joe Hisaishi, sauf pour cinq pistes vocales écrites par Azumi Inoue. Les paroles de plusieurs chansons ont été écrites par Rieko Nakagawa. Par la suite, la bande originale a été rééditée deux fois : le 21 novembre 1996 et le 25 août 2004.

## Titre

### Version originale
| 1.  | さんぽ －オープニング主題歌         | Joe Hisaishi                | 2:43 |
| 2.  | 五月の村                            | Joe Hisaishi                | 1:38 |
| 3.  | オバケやしき!                       | Joe Hisaishi                | 1:23 |
| 4.  | メイとすすわたり                    | Joe Hisaishi                | 1:34 |
| 5.  | 夕暮れの風                          | Joe Hisaishi                | 1:01 |
| 6.  | こわくない                          | Joe Hisaishi                | 0:43 |
| 7.  | おみまいにいこう                    | Joe Hisaishi                | 1:22 |
| 8.  | おかあさん                          | Joe Hisaishi                | 1:06 |
| 9.  | 小さなオバケ                        | Joe Hisaishi                | 3:54 |
| 10. | トトロ                              | Joe Hisaishi                | 2:49 |
| 11. | 塚森の大樹                          | Joe Hisaishi                | 2:15 |
| 12. | まいご                              | Joe Hisaishi et Azumi Inoue | 3:48 |
| 13. | 風のとおり道 (インストゥルメンタル) | Joe Hisaishi                | 3:16 |
| 14. | ずぶぬれオバケ                      | Joe Hisaishi                | 2:33 |
| 15. | 月夜の飛行                          | Joe Hisaishi                | 2:05 |
| 16. | メイがいない                        | Joe Hisaishi                | 2:32 |
| 17. | ねこバス                            | Joe Hisaishi                | 2:11 |
| 18. | よかったね                          | Joe Hisaishi                | 1:15 |
| 19. | となりのトトロ (エンディング主題歌) | Joe Hisaishi et Azumi Inoue | 4:17 |
| 20. | さんぽ (合唱つき)                   | Joe Hisaishi et Azumi Inoue | 2:43 |

### Version française
| 1.  | Promenade - Thème d'ouverture        | Joe Hisaishi               | 2:43 |
| 2.  | Le Village au mois de mai            | Joe Hisaishi               | 1:38 |
| 3.  | La Maison hantée !                   | Joe Hisaishi               | 1:23 |
| 4.  | Mei et les noiraudes                 | Joe Hisaishi               | 1:34 |
| 5.  | Le Vent du soir                      | Joe Hisaishi               | 1:01 |
| 6.  | J’ai pas peur                        | Joe Hisaishi               | 0:43 |
| 7.  | Visite à l'hôpital                   | Joe Hisaishi               | 1:22 |
| 8.  | Maman                                | Joe Hisaishi               | 1:06 |
| 9.  | Le Petit monstre                     | Joe Hisaishi               | 3:54 |
| 10. | Totoro                               | Joe Hisaishi               | 2:49 |
| 11. | Le Gros arbre de la forêt            | Joe Hisaishi               | 2:15 |
| 12. | L'Enfant perdue                      | Joe Hisaishi & Azumi Inoue | 3:48 |
| 13. | Le Chemin du vent (instrumental)     | Joe Hisaishi               | 3:16 |
| 14. | Le Monstre tout mouillé              | Joe Hisaishi               | 2:33 |
| 15. | L'Envol au clair de lune             | Joe Hisaishi               | 2:05 |
| 16. | Mei a disparu                        | Joe Hisaishi               | 2:32 |
| 17. | Chat bus                             | Joe Hisaishi               | 2:11 |
| 18. | Quelle joie                          | Joe Hisaishi               | 1:15 |
| 19. | Mon Voisin Totoro (générique de fin) | Joe Hisaishi & Azumi Inoue | 4:17 |
| 20. | Promenade (version avec la chorale)  | Joe Hisaishi & Azumi Inoue | 2:43 |